# 金星製紙
金星製紙株式会社（きんせいせいし、英: KINSEI SEISHI CO.,LTD.）は、高知県高知市に本社を置く不織布メーカーである。

## 概要
歴史は大正時代の三浦商工までさかのぼり、戦後高知製紙と金星工業伊野工場が合併し現在の金星製紙と改称した。
過去の好景気の時代に高知県で一人当たりの平均賞与がトップになるなど輝かしい時代がある一方、長期にわたるストライキによる経営危機も経験している。
製品作りでは日本国内で最初の不織布製造をはじめるなど、この分野における数々のパイオニア的存在であると言える。現在ではサーマルボンド、ケミカルボンド、スパンレース、エアレイドなど多彩な不織布生産設備を保有することでそれらの複合化を容易にし、金星製紙独自の製品展開を持てる強みをもつ。
また、徹底した内製化を進め、原反だけでなく末端商品の製造まで幅広くカバーし、自社ブランドOEM品の製造を手がけている。

## 水切り袋
主力商品の一つに水切り袋がある。水切り袋生産において早くから製品化に着手しており、特に他社に先行してペットボトルを原料とした再生PET繊維を繊維メーカーと共同開発し、再生PET繊維の供給を受けこれを原料とした水切り袋の製造を行っている。金星製紙における水切り袋の売上高は年間販売高の3割程度を占めるほどの主力商品である。

## 製造拠点
高知県高知市の本社工場と同県高岡郡日高村の日高工場の2拠点で原反製造を行っている。また原反から水切り袋などの小売製品への加工は関連加工会社2社にて行っている。